# Treatise on Universal Algebra
A Treatise on Universal Algebra With Applications  (Eine Abhandlung über universelle Algebra mit Anwendungen) ist ein Werk des Mathematikers und Philosophen Alfred North Whitehead aus dem Jahr 1898. In diesem Buch unternahm es Whitehead, verschiedene algebraische Systeme nach einheitlichen Prinzipien mit einheitlichen Begriffen und in einer einheitlichen Notation darzustellen. Die wesentlichen  Systeme, die er hierfür untersuchte, waren die Quaternionen von Hamilton, die Theorie der Ausdehnung von Grassmann und die Boolesche Algebra von George Boole. Das Ziel, bei der zeitgenössischen Entwicklung der verschiedenen algebraischen Strukturen zu einer einheitlichen Darstellungsweise zu kommen, war bereits von Benjamin Peirce formuliert worden. Edward Vermilye Huntington merkte zu diesem Werk an: „Die von Boole entworfene Algebra wurde von Schröder weiterentwickelt und von Whitehead perfektioniert.“

## Aufbau des Werks
Whitehead hatte mit den Arbeiten an seinem ersten Hauptwerk bereits im Jahr 1891 begonnen. Im Vorwort bedankt sich Whitehead bei seinem Freund Andrew Russell Forsyth und seinem Schüler Bertrand Russell für Diskussionsbeiträge und Korrekturvorschläge. Aufgrund des Treatise wurde Whitehead 1903 in die Royal Society gewählt. Das Werk ist in sieben Bücher gegliedert.
- Book I: Principles of algebraic symbolism, 1 – 32
- Book II: The algebra of symbolic logic, 33 – 116
- Book III: Positional manifolds, 117 – 168
- Book IV: Calculus of extension, 169 – 269
- Book V: Extensive manifolds of three dimensions, 270 – 346
- Book VI: Theory of metrics, 347 – 502
- Book VII: Application of the calculus of extension to geometry, 503 – 575

Im ersten Buch legte Whitehead die allgemeinen Prinzipien und Definitionen seines Werks dar. Die Algebra der symbolischen Logik ist weitgehend unabhängig von den übrigen Teilen des Werkes. Whitehead nimmt hier Bezug auf Boole, Schröder und Venn. Buch drei befasst sich mit den Prinzipien der Addition und dem allgemeinen Begriff des Raums. In Buch vier wird die Theorie der Ausdehnung abgehandelt. Im fünften Buch erfolgt die Verknüpfung der Theorie der Ausdehnung mit den Mannigfaltigkeiten im dreidimensionalen Raum als eine Theorie der Kraft. Buch sechs befasst sich mit der Anwendung der Theorie der Ausdehnung auf die nicht-euklidische Geometrie in Anlehnung an Whiteheads Lehrer Arthur Cayley. Neben Cayley bezieht sich Whitehead auf die Arbeiten von Felix Kleinl, mit dem er persönlich bekannt war. Das siebte Buch zeigt schließlich die Anwendung der Theorie der Ausdehnung im normalen, dreidimensionalen euklidischen Raum.

## Mathematische Schriften Whiteheads
- Treatise on Universal Algebra with applications, Cambridge University Press, Cambridge 1910 (online)
- Sets of operations in relation to groups of finite order, Proc. Roy. Soc. London, 64 (1898–1899), 319–320
- Memoir on the algebra of symbolic logic, Am. J. of Math., 23 (1901), 139–165, 297–316
- On cardinal numbers, Am. J. of Math., 24 (1902), 367–394
- The Axioms of Projective Geometry, Cambridge University Press 1906
- The Axioms of Descriptive Geometry, Cambridge University Press 1907
- Introduction to Mathematics. London: Williams & Norgate 1911
- mit Bertrand Russell: Principia Mathematica, drei Bände, Cambridge University Press, 1910, 1912, 1913; 2. Auflage 1925
- The Philosophy of Mathematics. Science Progress, 5 (1910), 234–239
- Indication, Classes, Numbers, Validation, in: Mind, New Ser., Vol. 43, No. 171 (July 1934), 281–297. Corrigenda, 543